# 산투스 FC (여)
산투스 FC(포르투갈어: Santos Futebol Clube)의 여성팀은 브라질 상파울루주 산투스를 연고로 하는 여자 축구 클럽이다. 1997년에 산투스 FC 산하 여성팀으로 설립되었으며, 현재 브라질 여자 축구 리그인 캄페오나투 브라질레이루 지 푸치보우 페미니누에 참가하고 있다.

## 성적
- 캄페오나투 브라질레이루 지 푸치보우 페미니누 1회 우승 (2017)
- 코파 두 브라지우 지 푸치보우 페미니누 2회 우승 (2008, 2009)
- 리가 나시오나우 지 푸치보우 페미니누 1회 우승 (2007)
- 캄페오나투 파울리스타 지 푸치보우 페미니누 4회 우승 (2007, 2010, 2011, 2018), 3회 우승 (2009, 2016, 2017)
- 코파 리베르타도레스 페메니나 2회 우승 (2009, 2010)